# Наканісі Ейсуке
Наканісі Ейсуке (яп. 中西 永輔, нар. 23 червня 1973, Міє) — колишній японський футболіст, захисник. Виступав за клуби «ДЖЕФ Юнайтед» та «Йокогама Ф. Марінос» і національну збірну Японії.

## Клубна кар'єра
Розпочав виступи на професійному рівні у 1992 році у клубі «ДЖЕФ Юнайтед», у якому провів одинадцять років футбольної кар'єри. У 2004 році перейшов до складу клубу «Йокогама Ф. Марінос», у якому і завершив кар'єру гравця.

## Виступи за збірну
1997 року дебютував в офіційних матчах у складі національної збірної Японії. За час кар'єри у головній команді країни, яка тривала усього п'ять років, провів у формі головної команди 14 матчів. У складі збірної був учасником чемпіонату світу з футболу 1998 року.

## Статистика виступів
| Збірна Японії | Збірна Японії | Збірна Японії |
| Роки          | Ігри          | голи          |
| ------------- | ------------- | ------------- |
| 1997          | 5             | 0             |
| 1998          | 6             | 0             |
| 1999          | 1             | 0             |
| 2000          | 1             | 0             |
| 2001          | 0             | 0             |
| 2002          | 1             | 0             |
| Усього        | 14            | 0             |

## Титули і досягнення
- Чемпіон Японії (1):

«Йокогама Ф. Марінос»: 2004